# 王榕吉
王榕吉（?—?），字子莪，号荫堂，山东长山县人。清朝政治人物。

## 生平
道光二十四年（1844年）进士。同治元年正月，官大顺广道。同治元年（1862年）六月二十七日，迁山西按察使。是年十二月二十六日，改直隶按察使。二年（1863年）五月二十一日：迁直隶按察使。三年（1864年）二月六日：调山西布政使。四年（1865年）六月七日：以山西布政使署山西巡抚。五年（1866年）擔任山西布政使。官至顺天府尹、大理寺卿。
修有《定州直隶州志》四卷。
王榕吉之子娶毕道远妹。